# 何塞·德拉托雷
何塞·德拉托雷（義大利語：José Della Torre，1906年3月23日—1979年7月31日），阿根廷男子足球运动员，场上位置是后卫。他曾代表阿根廷国家队参加1930年国际足联世界杯，结果队伍获得亚军。